# Unser Sandmännchen: Hundefriseur
Hundefriseur ist ein vom DEFA-Studio für Dokumentarfilme gedrehter Abendgruß für die Reihe Unser Sandmännchen des Deutschen Fernsehfunks von Ernst Cantzler aus dem Jahr 1990.

## Handlung
Herr Sieler hatte bereits als Kind den Wunsch, Hundefriseur zu werden und sein Wunsch hat sich erfüllt. Er betreibt heute einen Hundepflegesalon. Seine liebsten Kunden sind die Pudel, die sehr treu und anhänglich sind und die etwa alle sechs Wochen ein Bad und eine Schur ihrer Haare brauchen. Früher ist man mit den großen Pudeln auf die Jagd von Wasservögeln gegangen. Ihr Name leitet sich von Pfuhl ab, was so viel wie Sumpf, Morast oder große Pfütze bedeutet. Das Hinterteil wurde immer kahlgeschoren, damit es sich nicht voll Wasser saugen kann.
Jeder Hund hat einen eigenen Charakter. Es gibt Jagdhunde, Hunde die auf der Rennbahn falschen Hasen hinterher laufen, Wachhunde, Menschen rettende Hunde, Blindenhunde und Schoßhunde. Bei manchen Hunden kann man sich nicht mehr vorstellen, dass sie vom Wolf abstammen. Herr Sieler hat sich seinen ersten Hund von seinem Taschengeld gekauft, da er nicht mit toten Gegenständen spielen wollte. Neben dem Baden und dem Haare schneiden sowie dem Suchen nach eventuell vorhandenen Flöhen, werden den Hunden auch die Ohren gesäubert, was ihnen nicht so viel Spaß bereitet. Was noch zu sagen wäre: Gebissen von einem seiner Kunden wurde Herr Sieler noch nie.

## Produktion und Veröffentlichung
Hundefriseur  wurde von der Künstlerischen Arbeitsgruppe (KAG) Realabendgruß-Produktion der DEFA für die Serie Berufe als Folge der Filmreihe Unser Sandmännchen auf ORWO-Color gedreht und am 5. September 1990 das erste Mal im Deutschen Fernsehfunk gesendet. Die erste nachweisbare Aufführung auf einer großen Leinwand erfolgte am 15. Dezember 2019 im Berliner Zeughauskino.
Das Szenarium stammt von Ernst Crantzler. 